# Live at Five
Live at Five (também conhecido como Live at 7:30, ou ao vivo às 7:30 em tradução livre) foi um programa escocês de entretenimento e variedades transmitido originalmente pela  STV2 na Escócia. Exibido de segunda a sexta-feira, o programa explorava as tendências mais recentes na Escócia em áreas como música, arte, cultura e outros temas. Era apresentado por David Farrell e Jennifer Reoch, com participação de outros apresentadores, como Hayley Matthews, Liam Dolan, Rachel McTavish, Ewen Cameron, Susie Cormack Bruce ou Zara Janjua, sempre que Farrell ou Reoch não estavam disponíveis. O programa ia ao ar às 17h e, em suas edições intituladas Live at 7.30, era exibido às 19h30.
Em 16 de maio de 2018, foi anunciado que a STV2 seria encerrada, e toda a sua programação original, incluindo o Live at Five, seria cancelada em junho de 2018. O último episódio foi transmitido em 29 de junho de 2018, pouco antes do fechamento definitivo da STV2, em 30 de junho de 2018.

## Visão geral
O Live at Five cobria as notícias, eventos, música e esportes mais recentes de toda a Escócia. Cada episódio começava com dois dos quatro apresentadores recebendo o público e apresentando convidados para discutir as principais notícias do país. Após essa introdução, era exibido um segmento em vídeo, seguido por entrevistas com outros convidados. Em seguida, um chef convidado preparava uma refeição ao vivo, enquanto os apresentadores conversavam sobre o processo de preparo. Depois de pronta, a refeição era compartilhada entre os apresentadores e os convidados. Por fim, um artista musical se apresentava, encerrando o programa.

### Teatime Trivia
O programa incluía um segmento curto chamado Teatime Trivia (algo como "Curiosidades da hora do chá" ou "Curiosidades na hora do chá"), exibido antes e depois dos intervalos comerciais, no qual os apresentadores faziam perguntas de conhecimento geral ao público. Esse segmento foi descontinuado em abril de 2018.

## Edições

### Live at Five
O Live at Five foi exibido inicialmente na STV Glasgow [en] e na STV Edinburgh [en] entre 2016 e 2017. Após a fusão desses canais e a criação da STV2, o programa tornou-se o primeiro a ser transmitido no novo canal. Sua duração foi ampliada de 30 minutos para 48–60 minutos, e ele ganhou um novo logotipo e identidade visual como parte de uma reformulação na STV2. A transmissão foi retomada em 22 de janeiro de 2018, após uma nova alteração no horário da grade da emissora.

### Best of Live at Five
O Best of Live at Five (O melhor do Live at Five) era uma edição especial que compilava os melhores momentos do programa. Esse formato era exibido quando episódios ao vivo não podiam ser gravados, seja por conflitos de agenda ou pela indisponibilidade dos apresentadores. Um exemplo disso ocorreu durante a onda de frio na Grã-Bretanha e Irlanda em 2018 [en], quando alguns apresentadores, residentes em outras regiões da Escócia, não conseguiram viajar até os estúdios da STV em Glasgow devido às condições climáticas severas. Como resultado, o programa de compilação foi ao ar por dois dias consecutivos.

### Live at 7.30
Em 2018, o Live at 7.30 foi lançado junto com o Live at Five. Nesse período, o horário de exibição foi alterado das 17h para as 19h30, entre o início de janeiro e 19 de janeiro de 2018. Além disso, o programa E! on STV, originalmente exibido de forma independente na STV2, foi incorporado como um segmento do Live at 7.30, apresentado por Laura Boyd. Durante esse intervalo, o horário tradicional do Live at Five foi ocupado pelo Peter & Roughie's Football Show.

## Apresentadores

### Apresentadores principais
- David Farrell (2016–2018)
- Jennifer Reoch (2016–2018)

### Outros apresentadores
- Hayley Matthews (2016–2017)
- George Ward (2016–2018)
- Liam Dolan (2016–2017)
- Rachel McTavish (2016–2017)
- Ewen Cameron (2016–2018)
- Susie Cormack Bruce (2016–2018)
- Grant Stott [en] (2017)
- Zara Janjua (2017–2018)
- Laura Boyd (2016–2018; também apresentadora do E! on STV)
- Gerry Cassidy (2016–2018; também apresentador do E! on STV)

## Galeria

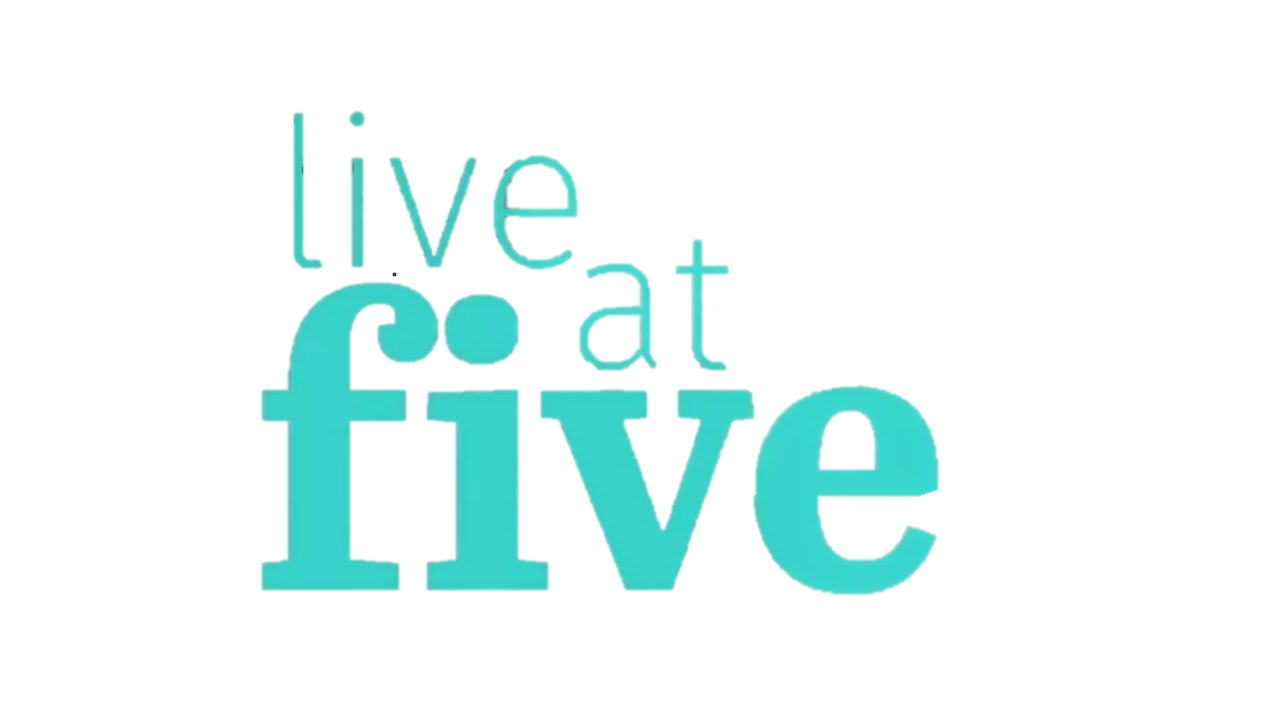
Logotipo do Live at Five
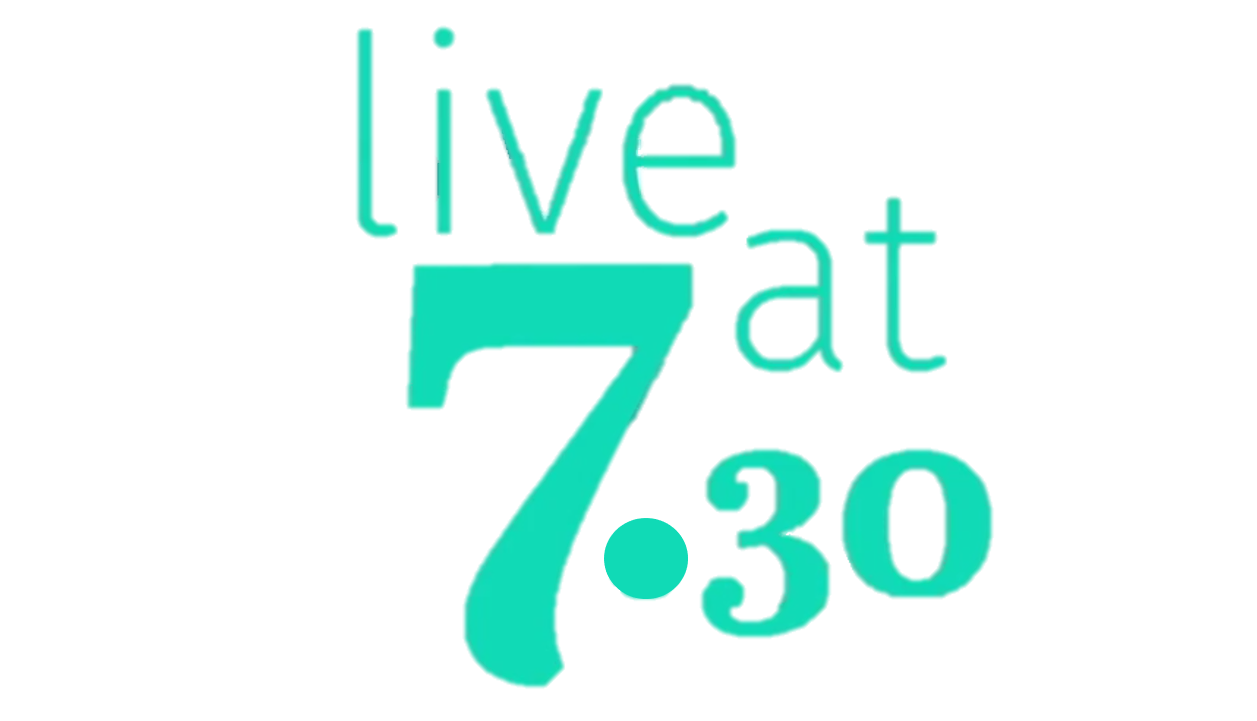
Logotipo do Live at 7.30

## Programas relacionados
- The Late Show with Ewen Cameron [en]
- The Five Thirty Show
- The Hour [en]

Em 2018, o Live at Five foi agraciado com o RTS Scotland Awards (RTS) na categoria de Programa Diurno.